# Jerónimo de Lacerda
Jerónimo Maria de Lacerda (14 de outubro 1889 - 17 de setembro de 1945) foi um médico português, celebrizado enquanto fundador da maior estância sanatorial de Portugal e da Península Ibérica, que deu origem à localidade do Caramulo em 1921, na vertente sul da Serra do mesmo nome.
Pai de Abel e João Lacerda, cujo empreendedorismo levaria à fundação do Museu do Caramulo.
Fez parte do Corpo Expedicionário Português em 1917-1918 como tenente miliciano. De regresso a Portugal, dedicou-se ao tratamento da tuberculose, fundando sanatórios no Caramulo. Durante o levantamento monárquico de 1919 prestou serviço no Hospital de Viseu. Médico municipal de Tondela. Presidente da Comissão Concelhia de Tondela da União Nacional, Contribuiu com vários artigos para jornais e revistas da especialidade.